# Linguimaera tias
Linguimaera tias är en kräftdjursart som beskrevs av Krapp-Schickel 2003. Linguimaera tias ingår i släktet Linguimaera och familjen Melitidae. Inga underarter finns listade i Catalogue of Life.